# Острів Баренца
Острів Баренца (норв. Barentsøya) — безлюдний острів у складі архіпелагу Шпіцберген. Розташований у східній частині архіпелагу, між островами  Едж і Західний Шпіцберген. При площі 1288 км², острів Баренца є четвертим за величиною в архіпелазі. Названий на честь  голландського дослідника і мореплавця  В. Баренца.

## Географія і клімат
Острів утворений горизонтально лежачими мезозойськими вапняками і  сланцями, під якими знаходяться складчасті сильно метаморфізовані палеозойські породи. У західній частині острова розташована утворена базальтами височина.
Майже половина території острова, 558 км², покрита льодовиком, інша частина являє собою арктичну  тундру.